# Газовое освещение
Га́зовое освеще́ние — создание искусственного света в результате сгорания горючего газа, такого как водород, метан, окись углерода, пропан, бутан, ацетилен, этилен, светильный газ или природный газ. Свет создается либо непосредственно пламенем, обычно с использованием специальных смесей (обычно пропана или бутана) осветительного газа для увеличения яркости, либо косвенно с помощью других компонентов, таких как газовый колпак или прожектор, при этом газ в основном действует как источник тепла, которое нагревает металл или иное твёрдое жаропрочное вещество до каления.

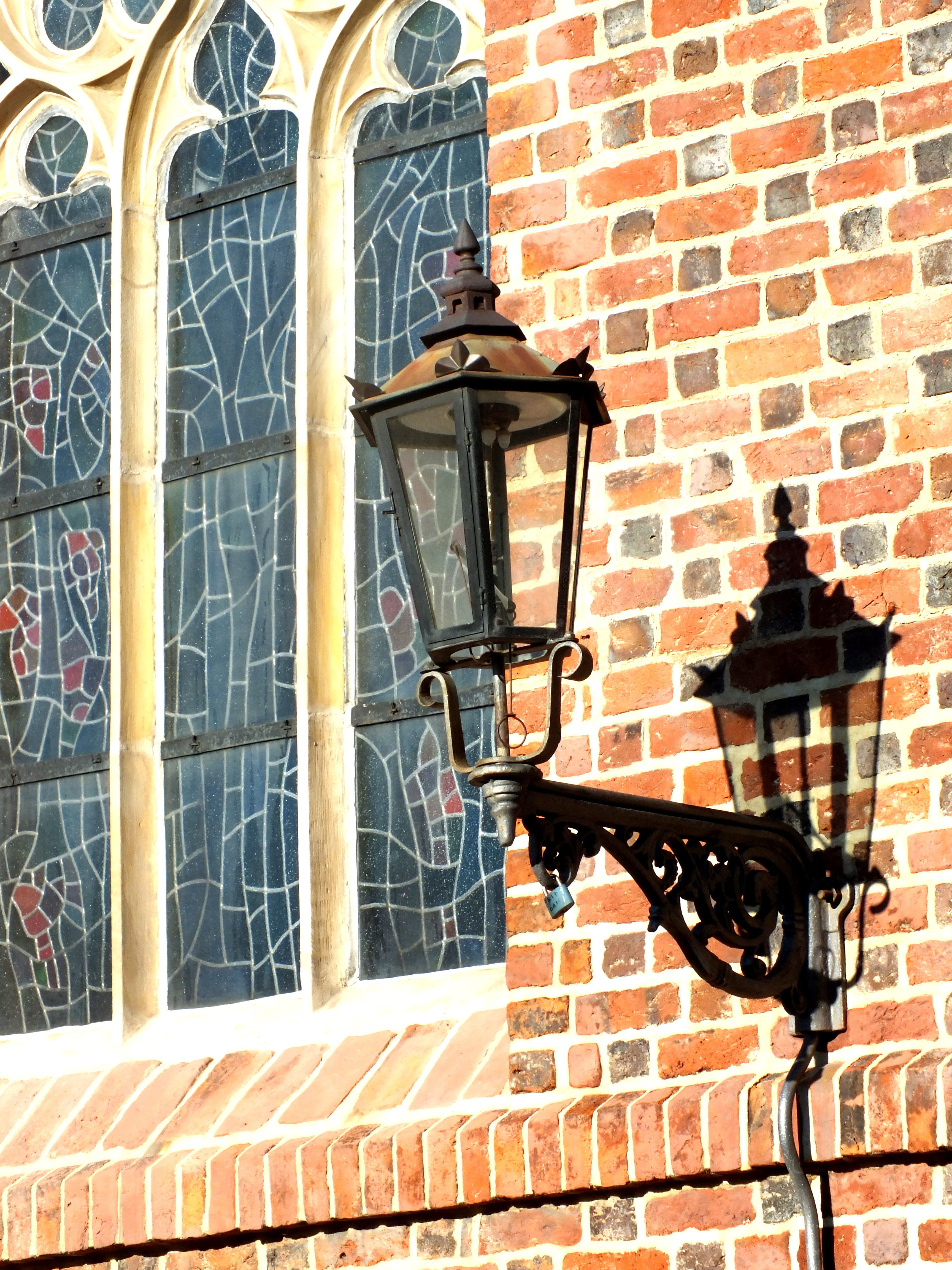
Газовое освещение в историческом центре Вроцлава (Польша). Каждый день зажигается и потом гасится вручную

До того, как электричество стало достаточно распространенным и экономичным, чтобы обеспечить его широкое использование населением, газ был наиболее распространенным методом наружного и внутреннего освещения в городах и пригородах, в тех местах, где существовала практически работающая инфраструктура для распределения газообразного топлива между потребителями. Когда газовое освещение было широко распространено, наиболее распространенными видами топлива для газового освещения были древесный газ, угольный газ и, в ограниченных случаях, водяной газ. Первые газовые фонари зажигались вручную фонарщиками, хотя многие более поздние конструкции являются самовоспламеняющимися.
Газовое освещение в настоящее время часто используется в кемпингах, где высокая плотность энергии углеводородного топлива в сочетании с модульной природой канистр, на которых построены кемпинговые фонари, позволяет производить яркий и продолжительный свет без сложного оборудования. Кроме того, в некоторых городских исторических районах сохраняется газовое уличное освещение для сохранения ностальгического эффекта  и создания привлекательности для туристов.